# (81) Терпсихора
(81) Терпсихора (лат. Terpsichore) — астероид главного пояса, который принадлежит к тёмному спектральному классу C. Он был открыт 30 сентября 1864 года немецким астрономом Эрнстом Темпелем в Марсельской обсерватории и назван в честь Терпсихоры, музы танца в древнегреческой мифологии.

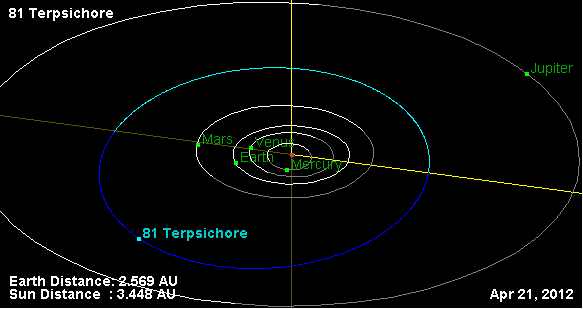
Орбита астероида Терпсихора и его положение в Солнечной системе

Диаметр астероида был определён после анализа результатов, полученных с помощью инфракрасной космической лаборатории IRAS. Результаты анализа изменения кривой блеска, проведённые в 2007 году, показали период вращения, равный 11,027 ± 0,010 часа. Японский инфракрасный спутник Akari выявил наличие на Терпсихоре гидратированных минералов.